# Sarbia (Szamotuły)
Pour les articles homonymes, voir Sarbia (homonymie).
Sarbia (prononciation : [ˈsarbja]) est un village polonais de la gmina de Duszniki dans le powiat de Szamotuły de la voïvodie de Grande-Pologne dans le centre-ouest de la Pologne.
Il se situe à environ 5 kilomètres à l'est de Duszniki (siège de la gmina), 21 kilomètres au sud-ouest de Szamotuły (siège du powiat), et à 31 kilomètres à l'ouest de Poznań (capitale de la Grande-Pologne).

## Histoire
À partir de 1818, la ville appartient à l'arrondissement de Samter dans le grand-duché de Posen puis de la province de Posnanie.
De 1975 à 1998, le village faisait partie du territoire de la voïvodie de Poznań.

Depuis 1999, Sarbia est situé dans la voïvodie de Grande-Pologne.